# Alexandre Bruel
Pour les articles homonymes, voir Bruel.
Alexandre Bruel, né le 20 juillet 1841 à Paris 3e et mort le 15 novembre 1920 à Thiais, est un archiviste et historien français.

## Biographie
Issu d’une famille originaire du centre de la France, Bruel, entré à l’École des chartes en 1862, en est sorti, le 15 janvier 1866, en tête de sa promotion. À sa sortie de l’École, et pourvu également d’une licence en droit, il a été quelque temps attaché au catalogue des manuscrits de la Bibliothèque alors impériale avant d’entrer aux Archives, où s’est déroulée toute sa carrière. Devenu sous-chef le 6 février 1882, il a été promu, le 14 octobre 1897, chef de la section historique, en remplacement de Léon Gautier. Enfin, l’âge venu, il a pris sa retraite, le 25 janvier 1908, avec le titre de chef de section honoraire.
Comme travaux d’archives, il a principalement publié, en 1896, un Répertoire numérique des archives de la Chambre des comptes de Paris, série P, comptant plus de 340 pages in-4°, et dressé l’inventaire des titres de la maison de Bouillon. Il s’est adonné à d’autres études scientifiques. Il en a publié une partie de sa thèse de sortie de l’École des chartes, portant sur le Texte et la chronologie du cartulaire de Saint-Julien de Brioude, dans la Bibliothèque de l’École des chartes, et ce travail a obtenu, en 1868, une mention au concours des Antiquités de la France.
Outre une série d’autres articles, imprimés par lui dans la Bibliothèque de l’École des chartes, son œuvre capitale a été la publication du Recueil des chartes de l’abbaye de Cluny, qui lui a été confiée par le Comité des Travaux historiques après la mort d’Auguste Bernard, qui avait commencé l’entreprise. Il s’est acquitté de cette tâche en donnant, de 1876 à 1904, six volumes in-4° dans la collection de Documents inédits sur l’histoire de France. Lorsque les deux premiers volumes ont paru, l’Académie des inscriptions et belles-lettres lui a décerné le second prix Gobert, au concours de 1881.
Il a publié, en 1880, un volume de 300 pages sur les Pouillés des diocèses de Clermont et de Saint-Flour. Il a collaboré à la Revue des Questions historiques, au Polybiblion, aux Annales de la Société d’agriculture, sciences et arts du Puy, à l’Annuaire-Bulletin de la Société de l’histoire de France. Il a néanmoins réservé ses plus érudites dissertations à la Bibliothèque de l’École des chartes. Il est devenu secrétaire adjoint de la Société de l’École des chartes en 1870, puis secrétaire pendant plusieurs années à partir de 1873, et enfin membre de la Commission de comptabilité, dont il a été président et où il a siégé jusqu’aux derniers temps de sa vie.
Également membre de la Société de l'histoire de Paris et de l'Île-de-France, qu’il a présidée pendant l’année 1904-1905, il a fourni des contributions pour ses Bulletins et ses Mémoires. Il a également témoigné de son activité au Comité des Travaux historiques et scientifiques, dont il avait été nommé, en 1892, membre pour la section d’histoire et de philologie.
Il avait été fait chevalier de la Légion d’honneur par un décret du 26 janvier 1901. Ses obsèques ont été célébrées, le 18 décembre, en l’église Notre-Dame-des-Champs de Paris.

## Publications
- Marcellin Boudet, Cartulaire du prieuré de Saint-Flour, préface.
- Charte de pariage de Jean, sire de Joinville, avec l’abbé de Saint-Mansuy de Toul (décembre 1264).
- Chartes d’Adam, abbé de N.-D. du Mont-Sion, concernant Gérard, évêque de Valanea et le prieuré de Saint-Samson d’Orléans, 1289.
- Discours prononcé à l’assemblée générale de la Société de l’histoire de Paris et de l’Ile-de-France, le 9 mai 1905.
- Essai sur la chronologie du cartulaire de Brioude, précédé de quelques observations sur le texte de ce cartulaire d’après les manuscrits conservés aux Archives de l’Empire et à la Bibliothèque impériale.
- Alexandre Bruel, Études sur la chronologie des rois de France et de Bourgogne, d’après les diplômes et les chartes de l’abbaye de Cluny aux IXe et XIe siècles (ouvrage), Paris, 1880, [lire en ligne].
- Fragment d’un cartulaire de Cluny renfermant un diplôme inédit de Philippe-Auguste.
- Inventaire d’une partie des titres de famille et documents historiques de la maison de La Tour d’Auvergne conservés dans les papiers Bouillon aux Archives nationales, pour faire suite aux inventaires rédigés par Baluze.
- Inventaire d’une partie des titres de famille et documents historiques de la maison de la Tour d’Auvergne, conservés dans les papiers Bouillon aux Archives nationales pour faire suite aux inventaires rédigés par Baluze, seconde partie.
- Inventaire des tableaux des châteaux de Saint-Germain-en-Laye et de Maisons-sur-Seine à la fin du XVIIIe siècle.
- La Chambre des comptes de Paris, notice et état sommaire de 3363 registres de comptabilité des XVIIe et XVIIIe siècles versés aux Archives nationales en 1889...
- Le Premier bataillon des volontaires du département du Cantal, notice et liste alphabétique des volontaires d’après le registre du contrôle du bataillon, 10 juillet 1792-7 ventose an III.
- Les Chapitres généraux de l’ordre de Cluny depuis le XIIIe jusqu’au XVIIIe siècle, avec la liste des actes des chapitres qui se sont conservés jusqu’à nous.
- Les Manuscrits français de la Bibliothèque impériale, aperçu historique sur les catalogues et la classification de ces manuscrits
- M. Edgard-Paul Boutaric.
- Note sur la transcription des actes privés dans les cartulaires antérieurement au XIIe siècle.
- Note sur le grand plan de Paris, dit plan des artistes, 1793-1808.
- « Note sur le tombeau d’Odilon, sire de Mercoeur, conservé au musée municipal de Turin », Annales de la Société d'agriculture, sciences, arts et commerce du Puy,‎ 1872 (lire en ligne)
- Notes de Vyon d’Hérouval sur les baptisés et les convers et sur les enquêteurs royaux au temps de saint Louis et de ses successeurs, 1234-1334, publiées d’après le manuscrit autographe de l’auteur.
- Notice sur la tour et l’hôtel de Sainte-Mesme, précédemment nommé l’hôtel du Pet-au-Diable, 1322-1843.
- Notice sur la vie et les ouvrages de A.-J.-V. Le Roux de Lincy, ancien élève pensionnaire de l’École des chartes.
- Pouillés des diocèses de Clermont et de Saint-Flour du XIVe au XVIIIe siècle.
- Recherches sur les trois premiers exemplaires des plans de Paris de Verniquet, 1794-1820, pour faire suite à la note sur le grand plan de Paris, dit plan des artistes.
- Auguste Bernard, Recueil des chartes de l’abbaye de Cluny, complété, rév. et publ., préface.
- Répertoire numérique des archives de la Chambre des comptes de Paris. Série P, Archives nationales.
- Visites des monastères de l’ordre de Cluny de la province d’Auvergne en 1286 et 1310, publiées d’après les originaux.